# Xyris juncea
Xyris juncea är en gräsväxtart som beskrevs av Robert Brown. Xyris juncea ingår i släktet Xyris och familjen Xyridaceae. Inga underarter finns listade i Catalogue of Life.